# Kossey (Tagazar)
Kossey (auch: Kossèye) ist ein Dorf in der Landgemeinde Tagazar in Niger.

## Geographie
Das von einem traditionellen Ortsvorsteher (chef traditionnel) geleitete Dorf liegt im Trockental Dallol Bosso. Es befindet sich rund 27 Kilometer südlich des Hauptorts Balleyara der Landgemeinde Tagazar und des Departements Balleyara, das zur Region Tillabéri gehört. Zu den Siedlungen in der näheren Umgebung von Kossey zählen Namari Foulan im Norden, Taya Zarma im Nordosten und Yéda im Osten.
Kossey ist Teil der Übergangszone zwischen Sahel und Sudan. Die durchschnittliche jährliche Niederschlagsmenge beträgt hier zwischen 400 und 500 mm.

## Geschichte
Der Ortsname kommt aus der Sprache Zarma und bezeichnet die Baumart Bauhinia reticulata.

## Bevölkerung
Bei der Volkszählung 2012 hatte Kossey 619 Einwohner, die in 81 Haushalten lebten. Bei der Volkszählung 2001 betrug die Einwohnerzahl 508 in 59 Haushalten und bei der Volkszählung 1988 belief sich die Einwohnerzahl auf 679 in 96 Haushalten.

## Wirtschaft und Infrastruktur
In Kossey wird Bewässerungsfeldwirtschaft betrieben. Im Jahr 2020 belief sich die dafür genutzte Fläche auf neun Hektar. Mit einem Centre de Santé Intégré (CSI) ist ein Gesundheitszentrum im Ort vorhanden. Es gibt eine Schule.